# Alex García
Alex García Mendoza (* 2. června 1993 Pedro Betancourt, Kuba) je kubánský zápasník–judista.

## Sportovní kariéra
Připravuje se v Havaně v tréninkové skupině Justa Nody. Od roku 2015 nahradil v těžké váze v reprezentaci Oscara Braisona. Patři mezi nižší, podsadité těžké váhy a na rozdíl od svých kolegů v reprezentaci útočí především nohama (levé o-soto-gari, levé ko-uči-gari). V roce 2016 se přímo kvalifikoval na olympijské hry v Riu. V olympijském turnaji se postaral o jedno z překvapení postupem do závěrečných bojů o medaile. V boji o třetí místo podlehl na šido Izraelci Oru Sasonovi a obsadil páté místo.

## Výsledky
| Olympijské hry          |     |    |   | — |    |   |     | 5. |     |  |  |  |  |  |  |  |  |  |  |  |  |  |  |  |  |
| Mistrovství světa       | —   | —  | — |   | —  | — | úč. |    | úč. |  |  |  |  |  |  |  |  |  |  |  |  |  |  |  |  |
| Panamerické hry         |     |    | — |   |    |   | 3.  |    |     |  |  |  |  |  |  |  |  |  |  |  |  |  |  |  |  |
| Panamerické mistrovství | —   | —  | — | — | 3. | — | 3.  | 3. | 1.  |  |  |  |  |  |  |  |  |  |  |  |  |  |  |  |  |
| MS juniorů              | úč. | úč | — | — | —  |   |     |    |     |  |  |  |  |  |  |  |  |  |  |  |  |  |  |  |  |
| MS dorostenců           | 5.  |    |   |   |    |   |     |    |     |  |  |  |  |  |  |  |  |  |  |  |  |  |  |  |  |

### Bez rozdílu vah
| Turnaj            | 2009 | 2010 | 2011 | 2012 | 2013 | 2014 | 2015 | 2016 | 2017 |
| Turnaj            | 16   | 17   | 18   | 19   | 20   | 21   | 22   | 23   | 24   |
| ----------------- | ---- | ---- | ---- | ---- | ---- | ---- | ---- | ---- | ---- |
| Mistrovství světa |      | —    | —    |      |      |      |      |      | 3.   |